# Enkirch

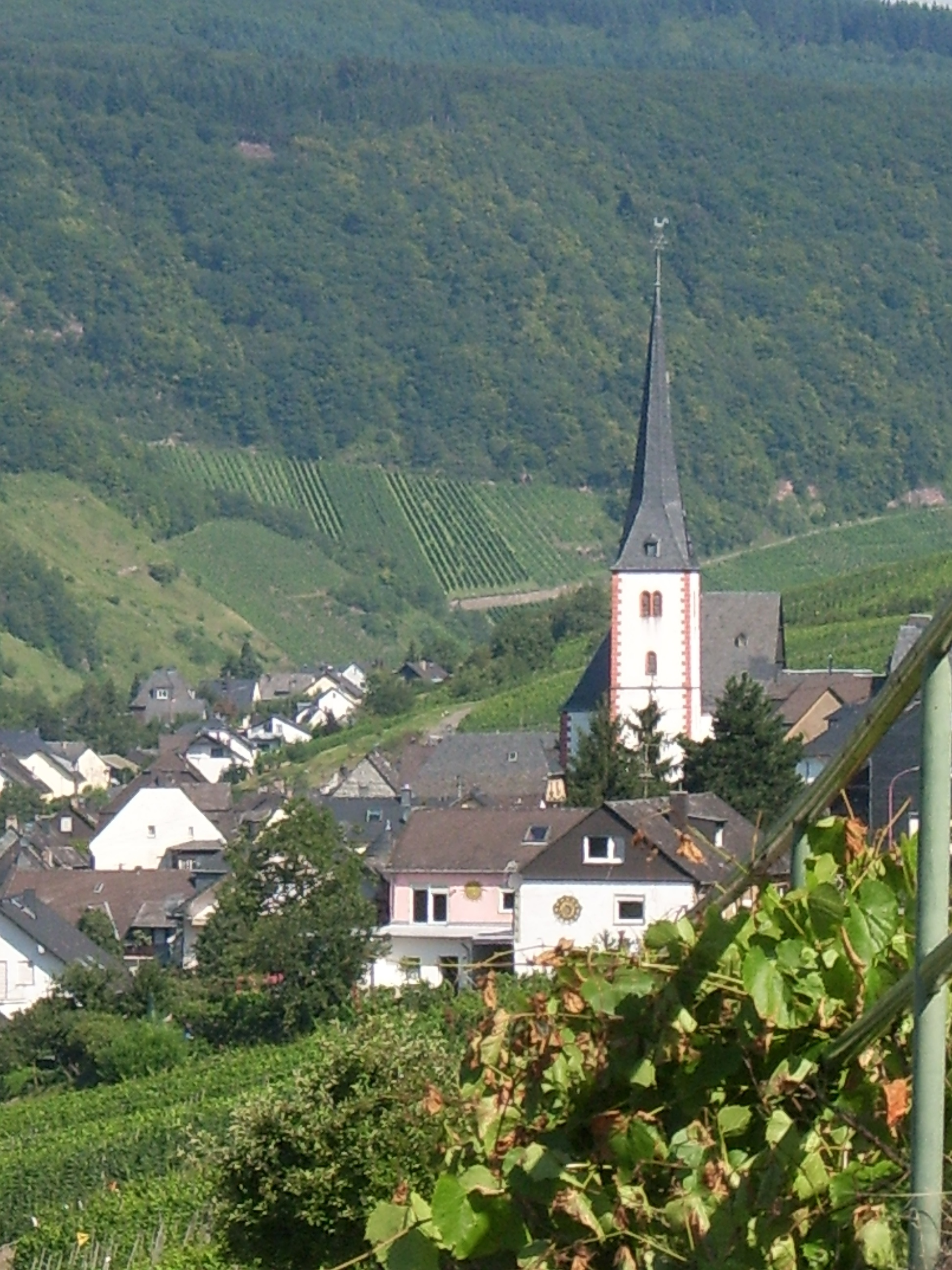
Blik op Enkirch, met kerk.

Enkirch is een plaats in de Duitse deelstaat Rijnland-Palts, en maakt deel uit van de Landkreis Bernkastel-Wittlich. Enkirch ligt op de rechteroever van de Moezel en telt 1.400 inwoners.

## Bestuur
De plaats is een Ortsgemeinde en maakt deel uit van de Verbandsgemeinde Traben-Trarbach.

## Geschiedenis
Enkirch wordt voor het eerst vermeld in het testament van de abdis Adela uit het klooster Pfalzel bij Trier op 1 april 733 n. Chr., onder de keltische naam Anchiriacum. De tweede vroege vermelding is van de laatste karolingische koning, Lodewijk IV, ook Lodewijk IV het Kind genoemd. Hij noemt de plaats Ancharacha. De huidige plaatsnaam Enkirch heeft zich ontwikkeld rondom de latere namen Einkirke en Enkerich.
Rond ca. 1232 werd het toenmalig grondbezit rondom Enkirch opgedeeld in het graafschap Sponheim-Kreuz en het graafschap Sponheim-Starkenburg, vanwege een erfenisverdeling tussen de broers en graven von Sponheim. De definitieve indeling bestaat sinds 1265.
Enkirch werd hoofdplaats van het graafschap Sponheim-Starkenburg en ontving in 1248 een vrijheidsbrief, waarin het volgende werd vastgelegd:
- De afschaffing van het lijfeigenschap.
- De inrichting van een weekmarkt.
- Eigen rechterlijke bevoegdheid.
- De bouw van een muur om de plaats die in de 13e eeuw, inclusief zeven torens, werd gebouwd.

Na de vete tussen gravin Loretta van Sponheim en de aartsbisschop en keurvorst Balduin van Trier en de gevangenneming van laatstgenoemde door Loretta van Sponheim, bouwde Loretta's zoon Johann III boven Trarbach de Gravinnenburcht. Daardoor werd Trarbach de zetel van het graafschap Sponheim-Starkenburg en verloor Enkirch aan betekenis, hoewel de plaats tot in de 19e eeuw qua bevolkingsaantal groter was dan Traben en Trarbach (twee plaatsen die door de Moezel worden doorkruist en tegenover elkaar liggen).
Omdat Enkirch sterk ommuurd was, maar geen eigen burcht bezat, diende de kerk al in 908 als vestingskerk. Frederik II van Simmern, de latere Frederik III van de Palts, voerde in 1557 in het Oberamt Trarbach de Reformatie in. Sinds die tijd is de kerk van Enkirch evangelisch.
In het jaar 1135 stichtte het klooster Ravengiersburg aan de rand van Enkirch een Maria-bedevaartskapel. Deze kapel werd later omgevormd tot kerk en in 1685 in een nieuw opgericht franciscanenklooster opgenomen. Na de sluiting van het klooster door Napoleon aan het einde van de 18e eeuw werd de kerk aan de katholieke gemeente als gebedshuis overgedragen.
Enkirch staat al vroeg bekend door zijn als uitstekend bekendstaande Moezelwijnen en vele wijnbouwers en -huizen. Zo heeft het lokale Hof des Stifts St. Simeon von Trier, thans een wijngasthuis (Stiftshof), een wijnkelder uit de 11e eeuw. Dit wijngoed wordt in een officiële verklaring van keizer Hendrik VI in 1195 vermeld.
Door de vele vakwerkhuizen, die in de 15e tot de 18e eeuw werden gebouwd, gaat Enkirch prat op de naam Schatkamer van de Rijnlandse vakwerkbouwkunst. Bij binnenkomst in Enkirch wordt de bezoeker met deze tekst verwelkomd.

## Toerisme

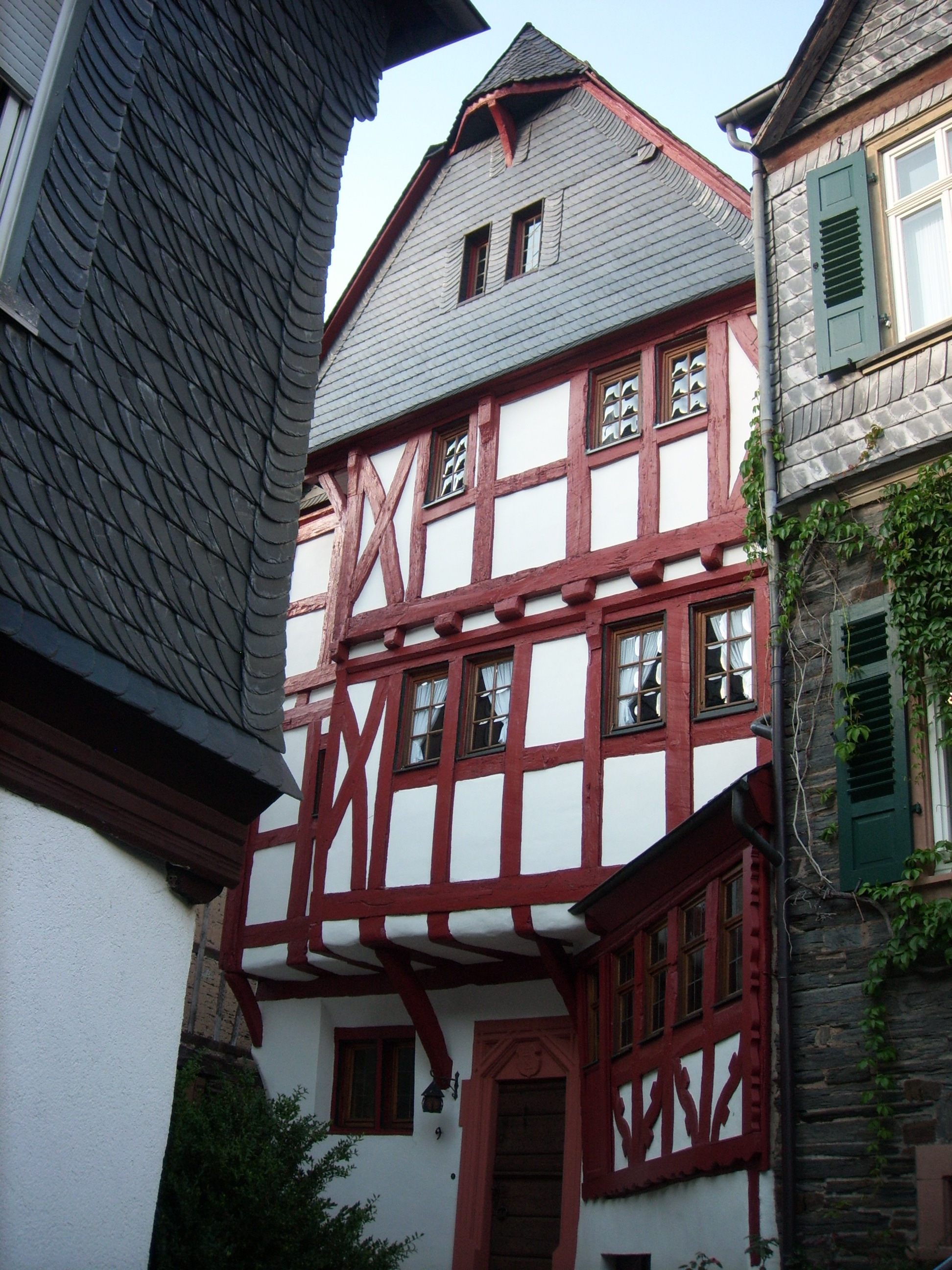
Typisch vakwerkhuis in Enkirch.

Enkirch wordt door veel toeristen gebruikt als uitvalsbasis voor een bezoek aan de Moezel. De plaats kent talrijke hotels, pensions en vakantiehuizen. Wijnboerderijen stellen eveneens delen van hun huis ter beschikking om te verblijven. In Enkirch is verder op menig huis een 'Zimmer frei'-bord aangebracht. Tijdens de zomermaanden en de wijnfeesten in de nazomer is Enkirch met name drukbezocht. Naast vele kleine lokale wijnfeesten kent Enkirch het Weinfrühlingsfest (Pinksteren), Trachtenfest (juli), Enkircher Weinsommer (augustus), het Herbstfest (september), het Weinlesefest (oktober) en de Hoffeste (november).
Toeristen komen eveneens naar Enkirch om zich in de wijnbouw te verdiepen, wijnen te proeven en te kopen. Diverse wijnbouwers bieden een Wingerd-diploma aan, dat in cursussen tijdens de verschillende wijnseizoenen langs de wijnbergen van Enkirch kan worden behaald. Wijnbouwers bieden wijnproeverijen aan en rondleidingen langs de wijnbergen (al dan niet met de traktor en huifkar). Ook kan bij wijnbouwers een wijnstok worden 'geadopteerd' door middel van het zogenaamde wijnpeterschap. Na verloop van tijd krijgt de toerist/koper wijn van zijn 'eigen' wijnstok thuis gestuurd.

## Cultuur en folklore
In het Enkircher Heimatstuben-museum wordt de lokale geschiedenis vanaf de Steentijd, Bronstijd, tot de Romeinse tijd en de middeleeuwen tentoongesteld. De wijnbouw en het beroep van de lokale wijnbouwer, maar ook dat van de schoenmaker, worden belicht. Genealogieën en oorkondes worden getoond. Ook middeleeuwse instrumenten waarmee in de 15e en 16e eeuw in Enkirch straffen ten uitvoer werden gebracht staan centraal en worden met poppen tot uiting gebracht. Het museum is gevestigd in een vakwerkhuis uit de 16e eeuw.
Rondom Enkirch zijn vele wandelroutes aangebracht. Zo kent Enkirch sinds 2009 een wandelroute langs lokale (volks)liederen. Enkirch kent ook rondleidingen met lokale gids.
Enkirch benoemt jaarlijks een wijnkoningin en -prinsessen. Deze trotse eretitel prijkt op talrijke gekleurde borden op de woonhuizen van voormalige en huidige wijnkoninginnen en -prinsessen.